# SBBカーゴRe482形電気機関車

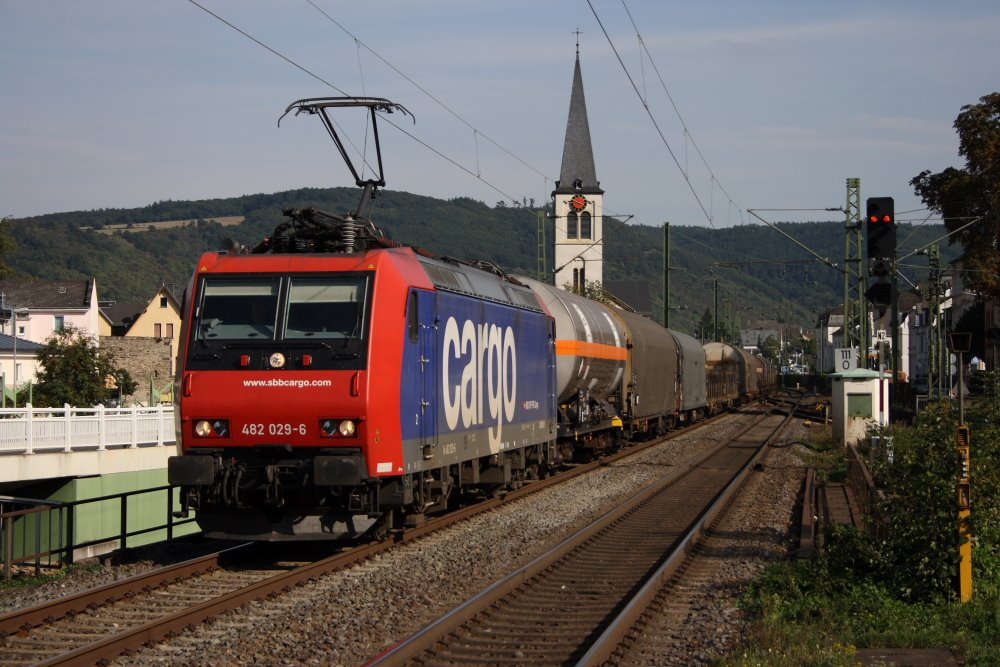
Re482 029号機、TRAXX F140 AC1型、ドイツ国内を走行

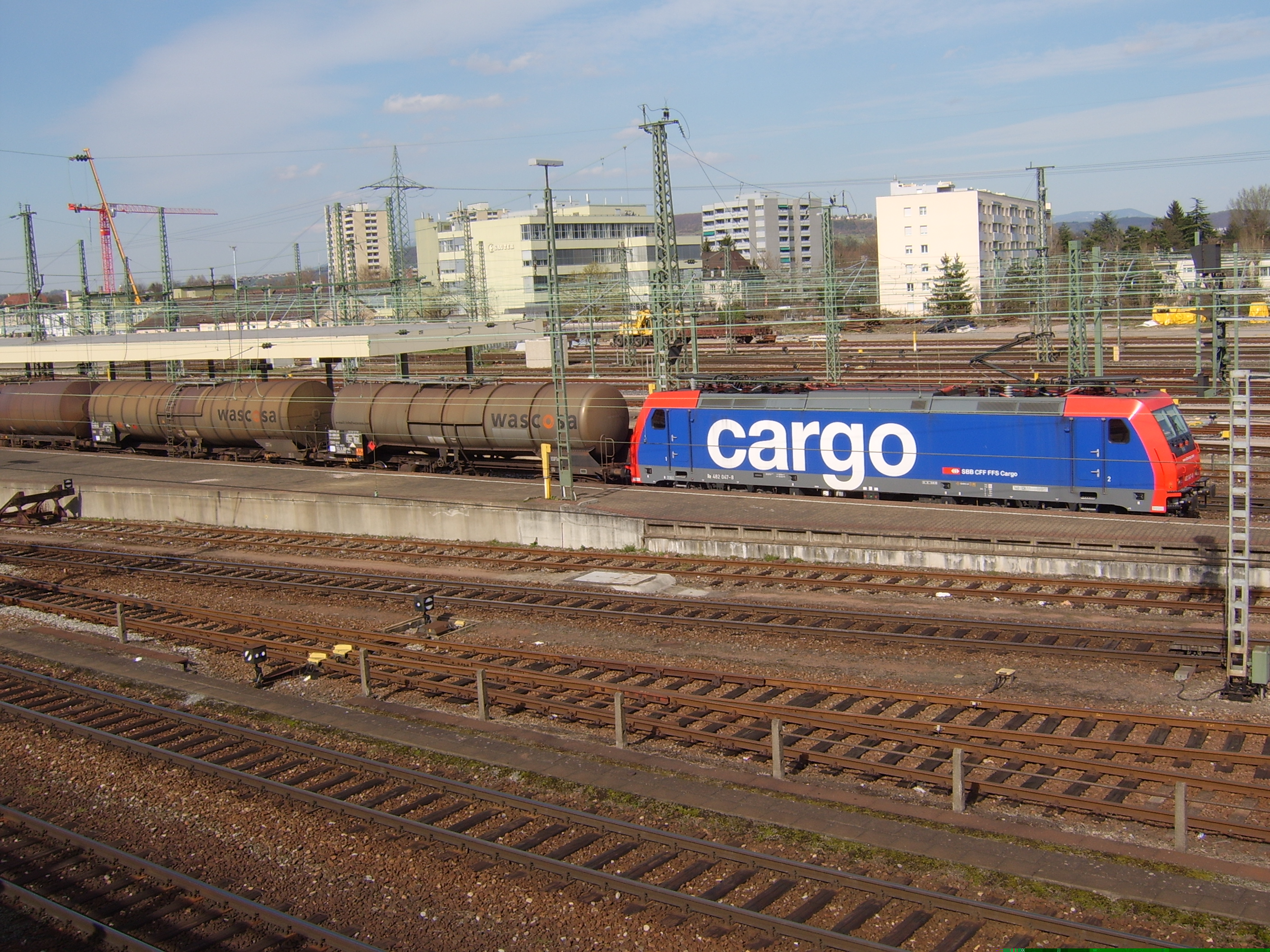
Re485 047号機、TRAXX F140 AC2型、バーゼル駅、TRAXX 2プラットフォームでは車体端下部などの車体形状が異なる

SBBカーゴRe482形電気機関車(SBBカーゴRe482がたでんきかんしゃ)は、スイスのスイス連邦鉄道（SBB: Schweizerische Bundesbahnen、スイス国鉄）の貨物輸送部門であるSBBカーゴで使用されている電気機関車である。

## 概要
スイス国鉄では、Lok2000シリーズの高速高性能旅客貨物両用機であるRe460形の後継となるドイツ乗り入れ可能なゴッタルドルート用の貨物用機を探しており、Re460形を多電源化したRe462形の導入計画もあったが、Re460形は1両370万ユーロ、Re462形は1両450-500万ユーロ程度となることが見込まれるなどその価格がネックとなっていたが、一方で欧州の各国で機関車の相互乗り入れが可能になったことを受けて、安価な複数国対応機が大量生産される見込みとなっていたことからスイス国鉄でもこれらの機関車を導入することとなった。このうち本機は1億1100万ユーロで50両を発注したものであり、ボンバルディア・トランスポーテーションがドイツ鉄道の貨物輸送部門であり、後にレイリオンを経てDBシェンカーとなるDBカーゴの185.1形として開発したTRAXXシリーズのTRAXX 1プラットフォームを使用したF140 AC1型をスイス乗入仕様とした機体（DACHコンフィグレーション）を2002、03年に35両を導入したものが通称Re481.1形、その後2005年にドイツの185形がプラットフォームをTRAXX 2とした185.2形に移行したことに伴い、スイス国鉄でも同様にTRAXX 2プラットフォームを使用したF140 AC2型を2006年に15両導入したものが通称Re482.2形となっている。本機は同じスイスのアルプス越えルートであるレッチュベルクルートを擁するBLSレッチュベルク鉄道の貨物輸送部門であるBLSカーゴのRe485形や本機のイタリア乗入用多電源機バージョンであるRe484形とも同シリーズのもので、Bo'Bo'の車軸配置およびVVVFインバータ制御による27パーミルで650tの列車を牽引可能な最大300kNの牽引力と、ドイツ、オーストリア、スイスの3カ国に対応できる各種装備を持つ。なお、車体、機械部分、台車、電機部分、主電動機の製造はすべてボンバルディア・トランスポーテーションが担当している。
各機体の機番、製番、製造年、使用開始年月日は以下の通り
- F140 AC1型
  - 482 000-7 - 33454 - 2001年 - 2002年6月10日
  - 482 001-5 - 33462 - 2001年 - 2002年6月10日
  - 482 002-3 - 33441 - 2001年 - 2002年6月10日
  - 482 003-1 - 33471 - 2001年 - 2002年6月10日
  - 482 004-9 - 33473 - 2002年 - 2002年6月10日
  - 482 005-6 - 33478 - 2002年 - 2002年6月10日
  - 482 006-4 - 33481 - 2002年 - 2002年6月10日
  - 482 007-2 - 33474 - 2002年 - 2002年6月10日
  - 482 008-0 - 33440 - 2002年 - 2002年6月13日
  - 482 009-8 - 33484 - 2002年 - 2002年6月13日
  - 482 010-6 - 33519 - 2002年 - 2002年12月5日
  - 482 011-4 - 33525 - 2002年 - 2002年12月6日
  - 482 012-2 - 33527 - 2002年 - 2002年12月19日
  - 482 013-0 - 33537 - 2002年 - 2002年12月18日
  - 482 014-8 - 33539 - 2002年 - 2002年12月18日
  - 482 015-5 - 33563 - 2003年 - 2003年7月14日
  - 482 016-3 - 33565 - 2003年 - 2003年6月3日
  - 482 017-1 - 33567 - 2003年 - 2003年7月21日
  - 482 018-9 - 33569 - 2003年 - 2003年7月7日
  - 482 019-7 - 33572 - 2003年 - 2003年8月6日
  - 482 020-5 - 33575 - 2003年 - 2003年7月7日
  - 482 021-3 - 33578 - 2003年 - 2003年8月5日
  - 482 022-1 - 33584 - 2003年 - 2003年8月18日
  - 482 023-9 - 33587 - 2003年 - 2003年9月9日
  - 482 024-7 - 33590 - 2003年 - 2003年9月18日

- F140 AC1型（続き）
  - 482 025-4 - 33593 - 2003年 - 2003年10月29日
  - 482 026-2 - 33595 - 2003年 - 2003年10月29日
  - 482 027-0 - 33598 - 2003年 - 2003年10月16日
  - 482 028-8 - 33600 - 2003年 - 2003年10月16日
  - 482 029-6 - 33603 - 2003年 - 2003年11月19日
  - 482 030-4 - 33605 - 2003年 - 2003年11月12日
  - 482 031-2 - 33607 - 2003年 - 2003年11月12日
  - 482 032-0 - 33608 - 2003年 - 2003年11月19日
  - 482 033-8 - 33610 - 2003年 - 2003年12月4日
  - 482 034-6 - 33611 - 2003年 - 2003年12月4日
- F140 AC2型
  - 482 035-3 - 33650 - 2004年 - 2006年2月17日
  - 482 036-1 - 33776 - 2005年 - 2006年2月17日
  - 482 037-9 - 33779 - 2005年 - 2006年2月17日
  - 482 038-7 - 33790 - 2006年 - 2006年3月9日
  - 482 039-5 - 33792 - 2006年 - 2006年3月23日
  - 482 040-3 - 33797 - 2006年 - 2006年5月3日
  - 482 041-1 - 34100 - 2006年 - 2006年5月9日
  - 482 042-9 - 34103 - 2006年 - 2006年5月24日
  - 482 043-7 - 34105 - 2006年 - 2006年6月8日
  - 482 044-5 - 34109 - 2006年 - 2006年6月29日
  - 482 045-2 - 34111 - 2006年 - 2006年7月21日
  - 482 046-0 - 34113 - 2006年 - 2006年7月28日
  - 482 047-8 - 34116 - 2006年 - 2006年8月15日
  - 482 048-6 - 34118 - 2006年 - 2006年8月18日
  - 482 049-4 - 34119 - 2006年 - 2006年8月31日

## 仕様

### 車体

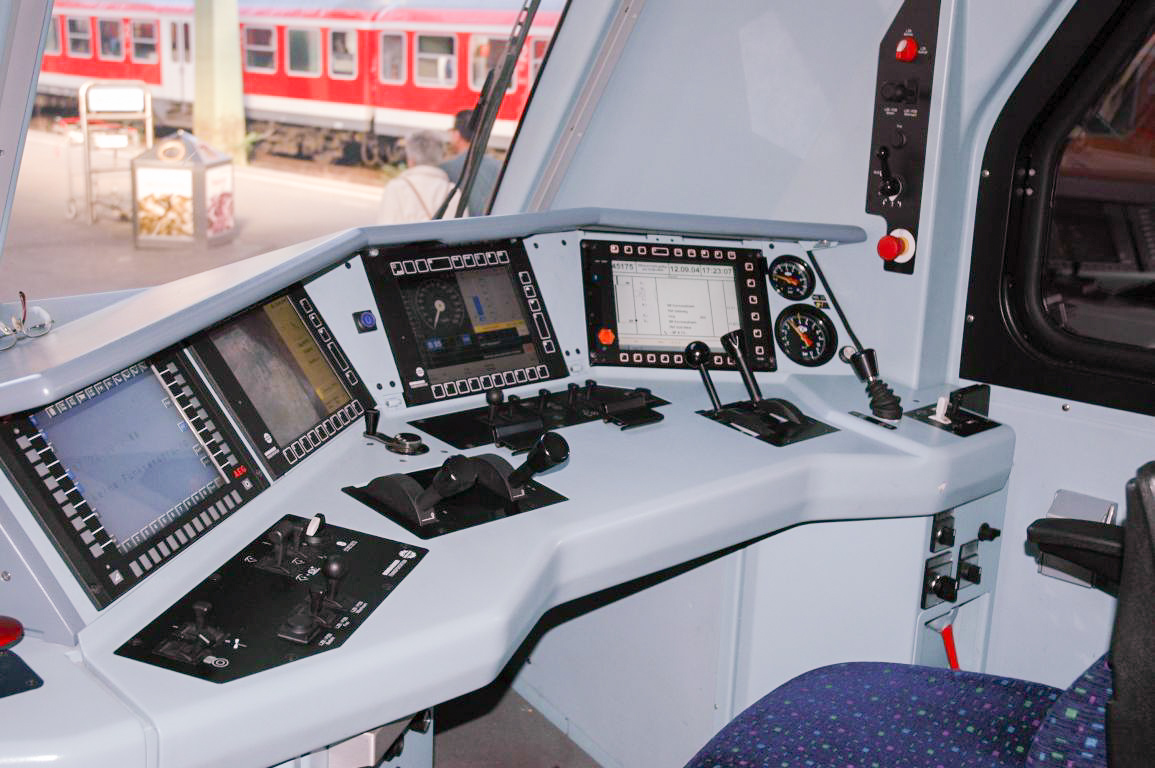
同形のDBシェンカーのスイス乗入対応機185 093
号機の運転台

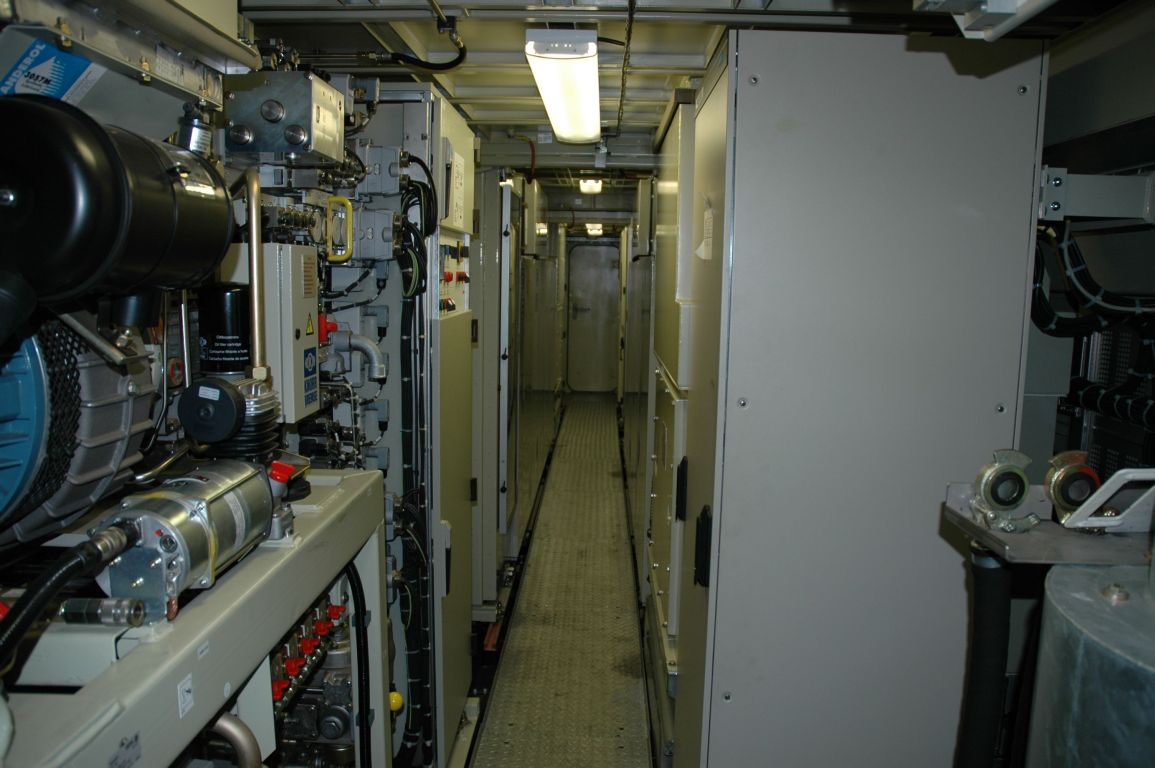
同形のDBシェンカーのスイス乗入対応機185 093
号機の機器室内

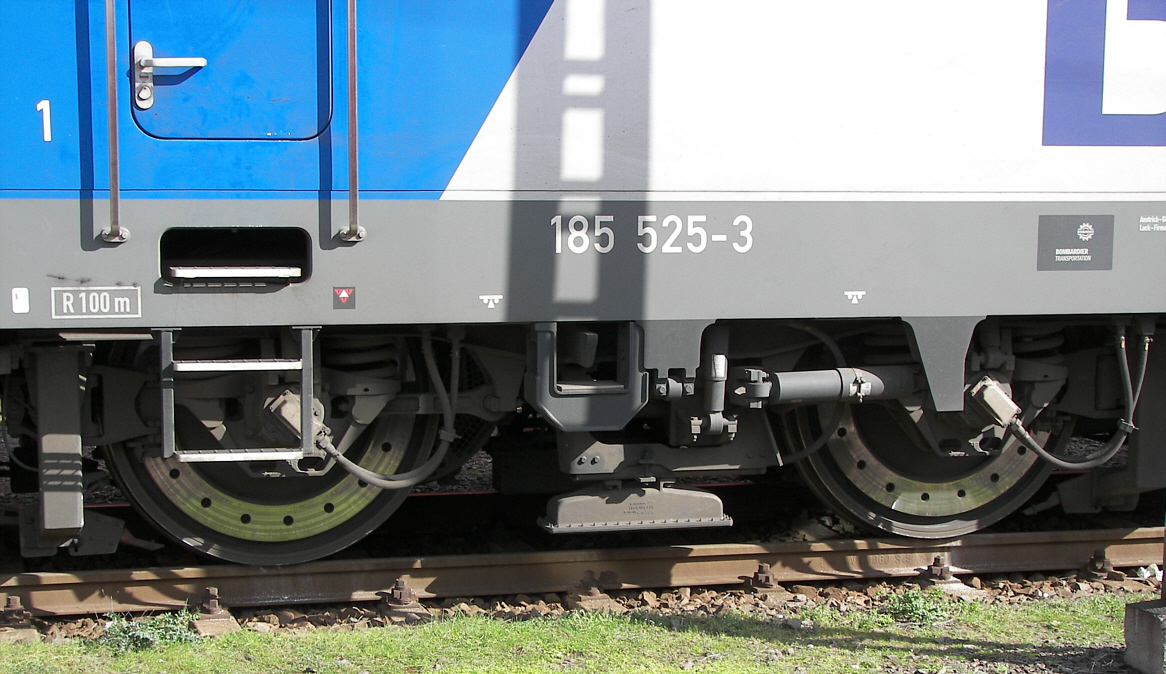
同形のリース機185 525号機の台車

- TRAXXシリーズ共通のドイツ系のデザインとなっており、車体は鋼製で前後をくの字形とし、車体隅部と肩部を斜めにカットした形態である。前面は連続窓デザインの2枚窓で、その下部中央に丸型前照灯を、前面下部左右に丸型前照灯と標識灯のユニットを配置しており、側面は平滑で乗務員室窓と乗務員室扉のみが設けられている。
- TRAXX 2プラットフォームを使用したRe482.2形はRe482.1形と比較して車体端部のステップが大型化され、車体端部の前面の前照灯部以下が垂直となり、側面も一段下がったものとなったほか、砂箱が車体に半埋込式となり、蓋も車体側面に設けられている。
- 屋根は3分割で取外が可能となっており、前後部分は肩部に主電動機冷却気取入口のルーバーが並び、上部にはシングルアーム式のパンタグラフが2基ずつ計4基され、中央部は1段高くなっており高圧引通線が設置されている。
- 台枠は鋼材を箱型に組んで構成されており、台車もその中にはまり込む形で装備され、前後の連結器はねじ式連結器で角型の緩衝器（バッファ）が左右、フック・リングが中央にあるタイプで、その下部に大型のスノープラウが設置されている。機器室は前後部に補機類や主電動機用送風機が、中央部には主変換装置とその冷却用送風機などが搭載され、主変圧器とブレーキ装置類は床下に搭載されている。
- 運転室は右側運転台で、デスクタイプの運転台にはワンハンドル式のマスターコントローラーが設置され、計器類はほぼ全面的に液晶モニタ化され、このモニタはETCS[13]およびGSM-R[14]からなるERTMS[15]に対応した統合表示装置とされているほか、後方確認用カメラのモニタも兼用している。
- 塗装
  - 車体塗装は青をベースとして、車体裾部をグレー、前後の車体隅・肩部と前面を赤、前面窓およびその下部を黒として前面窓下にSBBカーゴのURLが、左右前照灯間に小さく機番が入れられており、側面は左側に大きくSBBカーゴのロゴが、中央右側にかけて"SBB CFF FFS Cargo"のレタリングとマークが入り、左側乗務員室扉右下に機番が入れられている。
  - 車体広告機および他者へのリース機についてはそれぞれ独自の塗装がされることもある。
  - 屋根上機器と屋根、床下機器と台車、スカートなどはダークグレーである。

### 走行機器
- 制御方式はRe481.1形がGTOサイリスタを使用したMITRAC TC 3100主変換装置、Re482.2形がIGBTを使用したMITRAC TC 3200主変換装置によるコンバータ・インバータ式で、電源方式はAC15kV16 2/3Hzとフランス国鉄のAC25kV50Hz、1台の主変換装置で台車毎の2台の主電動機を制御する方式で、装置は一体化されたユニットとして車体中央部に設置され、変圧器本体は床下に搭載される。冷却方式は主変換装置のGTOもしくはIGBTが水冷式、主変圧器がエステル樹脂による液冷式で冷媒冷却用のポンプとクーラーを装備しており、冷却風は屋根上中央部から吸入する。
- 主変圧器はアルミ筐体で主変換装置用と補機用を含めた定格容量は5400kVAとなっており、補機用出力は列車暖房用のAC1004V16 2/3Hzと補機駆動用のAC348V16 2/3Hz[16]および蓄電池充電装置および機関車暖房用となっている。また、MITRAC TC 3100主変換装置はGTOサイリスタを使用した変換ユニットをコンバータ部4台、インバータ部を3台使用し、これを2組搭載している。
- ブレーキ装置は主変換装置による回生ブレーキのほか空気ブレーキを装備する。
- 主電動機は定格出力1400kWのかご形三相誘導電動機 を4台搭載し、定格牽引力250kN、最大牽引力300kNの性能を発揮する。冷却はファンによる強制通風式で、冷却風は屋根肩部の吸気口から吸入する。
- 台車は軸距2600mm、車輪径1250mm[17]のFLEXX Power 140ボルスタレス式台車で牽引力伝達はリンク式、枕バネ、軸バネともにコイルバネとしており、基礎ブレーキ装置はディスクブレーキで、動輪にブレーキディスクを組み込んだキャリパーブレーキ方式のものを装備する。
- 主電動機はノーズサスペンド式の吊掛式に装荷されて一段減速式の駆動装置で動輪に伝達される方式となっている。なお、本機はスイス国鉄の本線用機としては史上初の吊掛機となったが、これは貨物用で最高速度が140km/hと低いことからコストダウンのために採用されたものである。
- そのほか、パンタグラフはシングルアーム式で、4基搭載しているうちの内側の2基がドイツおよびオーストリア国内用に最大幅1950mmのカーボン摺板を装備したTyp DSA200.06、外側の2基がスイス国内用[18]に最大幅1450mmのカーボン摺板を装備したTyp DSA200.07となっている。補助電源装置インバータ・コンバータ式で、可変電圧可変周波数のものと固定電圧固定周波数のものを1台ずつ搭載しており、出力はいずれも三相460V50Hzを標準とし、出力可変のものは主電動機送風機と制御装置送風機2台ずつを駆動、出力固定のものはスクリュー式電動空気圧縮機1台、運転室用空調装置2台、主変換装置用の電動送風機4台と冷媒循環ポンプ2台、補助電源装置の電動送風機2台、主変圧器用の冷媒循環ポンプ2台を駆動する。
- 保安装置として、スイス国内用のIntegraおよびZUB262、ETCS level 2（追設）のほか、ドイツおよびオーストリア国内用のLZBおよびPZB 90を搭載するほか、重連総括制御装置としてZMSを搭載しており、スイス国鉄のRe420形およびRe620形とも重連総括制御が可能である。
- 本機はスイス国内用として”スイス・パック[19]”と呼ばれる装備セットを搭載している。なおこの装備はスイス国鉄のRe482形やDBシェンカーの185形や企業所有機のうちのスイス乗入対応機が同様に搭載している。内容は以下の通り。
  - スイス国内用集電装置および誤上昇防止機能
  - 従来のスイス用機関車に装備されていたバックミラーの代わりとなる後方監視用カメラを各運転台左右後方用計4基
  - スイス国内用保安装置
  - 正面前照灯、標識灯のスイス国内対応
  - スイス国内用の保安工具等

### 主要諸元
- 軌間：1435mm
- 電気方式：AC15kV 16.7Hz 架空線式（AC25kV50Hzも使用可能）
- 最大寸法：全長18900mm、全幅2978mm
- 軸配置：Bo'Bo'
- 軸距：2600mm
- 自重：84t
- 走行装置
  - 主制御装置：GTOサイリスタもしくはIGBT使用のVVVFインバータ制御
  - 主電動機：かご形三相誘導電動機×4台（1時間定格出力：計5600kW）
- 牽引力
  - 牽引力：250kN（定格出力、57km/h）、300kN（最大出力）、350kN（短時間最大）
  - 牽引トン数：1600t（12パーミル）、650t（27パーミル）
  - 回生ブレーキ力：150kN
  - ブレーキ力：240kN
- 最高速度：140km/h
- ブレーキ装置：回生ブレーキ、空気ブレーキ
- 保安装置
  - スイス：Integra、ZUB262、ETCS level 2
  - ドイツ、オーストリア：LZB、PZB 90

## 運行

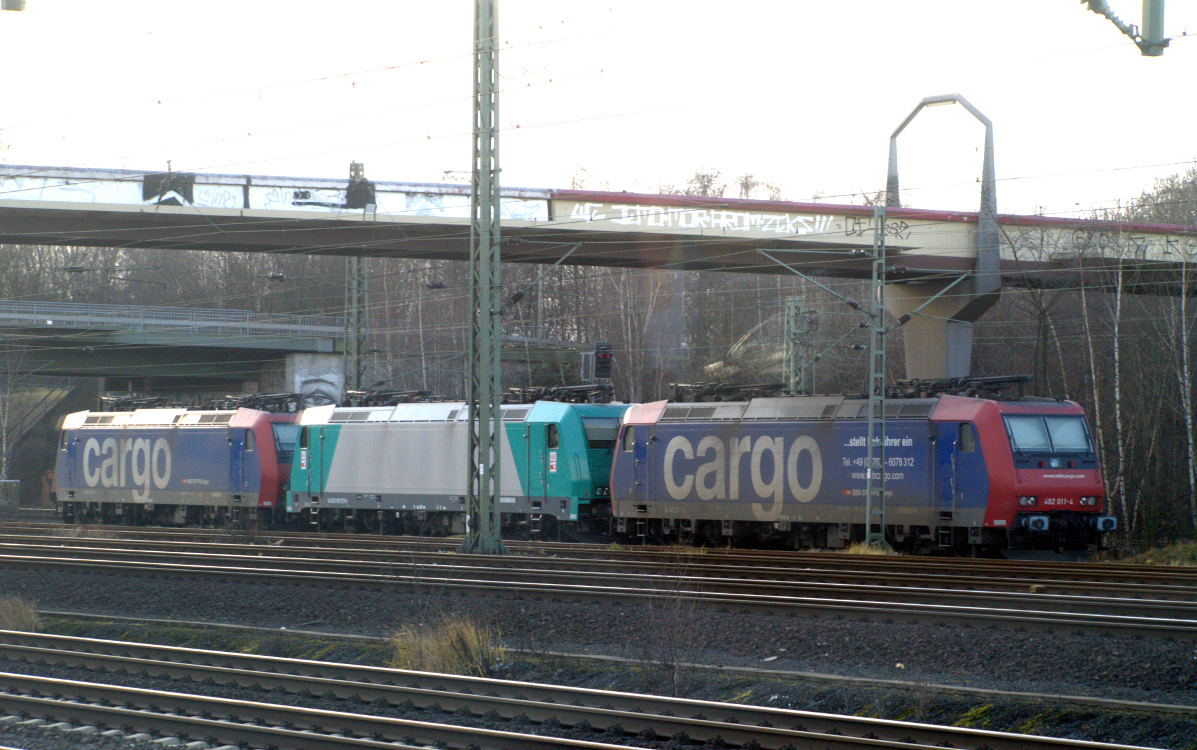
ドイツのハンブルクに停車中のRe482形

- 本機は2002年以降バーゼルやエルストフェルドに配置されて順次運用に入りゴッタルド鉄道トンネルを通るゴッタルドルートでの貨物列車の牽引に使用されている。なお、Re482.2形の初号機である035号機は2004年にボンバルディア・トランスポーテーション社がTRAXX 2のデモンストレーターとして製造した185 561-8号機を購入したものである。
- 27パーミル区間では単機では最大650t、重連では1300tを牽引しているが、それ以上の重量の列車はRe620形とRe420形の重連などの従来機が牽引している。なお、90両がゴッタルドルート用に製造されて貨物列車の牽引に使用されていたRe460形は現在では全機旅客会社の所属となっている。
- 本機はSBBカーゴで使用されるほか、多くが他の貨物列車運行会社等にリースされており、ドイツのCTL[20]、Energy Rail[21]、HGK[22]、HSL[23]、OHE[24]、PRESS[25]、RBH[26]、TXL[27]、スイスのBLSカーゴ、ベルギーのDLC[28]などに延べ49両がリースされている。